# スミスとジョーンズ
「スミスとジョーンズ」（スミスとジョーンズ、原題: "Smith and Jones"）は、イギリスの長寿SFドラマ『ドクター・フー』の第3シリーズ第1話。2007年3月31日に BBC One で初めて放送された。以前2006年のエピソード「嵐の到来」で従妹アデロア役を演じたフリーマ・アジェマンが、マーサ・ジョーンズ役でデビューを果たした。
本作では宇宙警察ジュドゥーンがロンドンの病院を月へ転送し、患者フローレンス・フィネガンとして病院に居た吸血エイリアンのプラズマ・ヴォアを討伐する。マーサの家族が初めて登場したエピソードでもあり、アッジョア・アンドーが母フランシーヌ、トレヴァー・レアードが父クライヴ、ググ・バサ＝ローが姉ティッシュを、レジー・イェーツが弟レオを演じた。
本作は主に2006年8月に撮影され、シングルトン病院とグラモーガン大学が架空のロイヤル・ホープ病院として登場した。ジュドゥーンは補綴具を使用し、ヘルメットを外したジュドゥーンは予算上の理由で1体だけとされた。
BARBによると、本作の視聴者数は870万人で、その週に放送されたイギリスのテレビ番組で9番目の人気を誇った。評価指数は88を記録した。
なお邦題「スミスとジョーンズ」は LaLa TV で放送された際のものであり、Huluでは「スミス&ジョーンズ」という別邦題で配信されている。

## 制作
オープニング前のシーンがないエピソードとしては、9代目ドクターのエピソード「マネキンウォーズ」以降最初のエピソードであった。これはいずれも新しいシリーズの初回かつ新コンパニオンが登場するエピソードであり、同様の立ち位置にある「ドナとドクター」にもオープニング前のシーンは存在しなかった。

### 撮影
主な撮影は2006年8月に行われ、追加の撮影は同年9月から11月に行われた。病院は8月の間に複数の場所で撮影されており、グラモーガン大学理学部とスウォンジーのシングルトン病院、Usk Valley Business Parkが撮影に使用された。ベランダとスタッフのキッチンはトレフォレストの Upper Boat に位置する『ドクター・フー』制作チームのスタジオで撮影された。
ターディスが停まった終盤の路地は2006年9月にポンティプリッドで、マーサの家族が登場するシーンは同年10月に同じくポンティプリッドで撮影された。
病院の全体的な形も聖トマス病院の正方形に似るように変更された。エピソードの序盤では、建物の一部を取り除かれたシングルトン病院の正面のショットにロンドン・アイが追加され、聖トマス病院の位置にあるように見せた。
ドクターがドアロックを使ってドアを閉じる場面は本作で最後に撮影されたシーンで、デイヴィッド・テナント自身の手ではなかった。当初当該シーンはドクターがソニック・スクリュードライバーを使っていたが、先のシーンでソニックドライバーが破損していたことに矛盾することがポストプロダクションの段階で判明した。ドクターがドアロックを使うシーンは急遽撮影・挿入された。

### 音楽
本エピソード用の音楽のうちマーサのテーマは、メラニー・パッペンヘイムが歌を担当した。

### キャスティング
10代目ドクターを演じるデイヴィッド・テナントなどのメインキャスト以外では、以下のような俳優が出演している。
- フリーマ・アジェマン - 「嵐の到来」（2006年）でアデロア・オショディ役
- アッジョア・アンドー（英語版） - 「新地球」（2006年）でシスター・ジャット役
- アン・リード - The Curse of Fenric（1989年）でナース・クレーン役[8]
- トレヴァー・レアード（英語版） - Mindwarp（1986年）でフラックス役
- ロイ・マースデン（英語版） - 8代目ドクターのオーディオドラマ Human Resources

### 連続性
モーゲンスターンはラジオ放送の間に"サクソン"について言及しており、本作の出来事がサクソンの地球外生命仮説を正しいと証明すると主張していた。前話「消えた花嫁」ではサクソン氏がラクノスの女王の船に対する破壊命令を軍に下したとされ、スピンオフ『秘密情報部トーチウッド』のエピソード「キャプテン・ジャック・ハークネス」にも "Vote Saxon" と書かれたポスターが登場し、同じポスターは第3シリーズの予告編でマーサの立つ路地に登場した。サクソン氏の存在は第3シリーズを通したテーマとなり、第3シリーズの結末である「ユートピア」、「鳴り響くドラム」、「ラスト・オブ・タイムロード」でその真相が明かされた。
本作でマーサは「UFO ロンドンに墜落」でのビッグ・ベンへの宇宙船衝突や、「クリスマスの侵略者」あるいは「消えた花嫁」での出来事、「嵐の到来」のサイバーマンに対するカナリーワーフの戦いに言及した。また、彼女はカナリーワーフで勤務して行方不明になった従妹アデロアを思い出しており、これは同じくフリーマ・アジェマンが演じた「嵐の到来」でのキャラクターへの言及である。
ドクターが病院の売店を褒める台詞は、病院に売店がないことに彼が不満を口にした「新地球」を反映している。ドクターはバナナのミルクセーキを注文しており、バナナについては「ドクターは踊る」と「暖炉の少女」で以前に言及していた。また、ドクターは本作でX線を左足に集中させて健康被害を回避したが、彼は過剰な放射線による被害を幾度か受けており、4代目ドクターと10代目ドクターはそれぞれ「Planet of the Spiders」と「時の終わり」でそれぞれ放射線を理由に再生した。マーサがドクターに兄弟が居るか尋ねた際には、ドクターは「いや、僕一人」("Not any more") と返答した。ドクターの兄弟は以前にジャスティン・リチャーズが執筆、本作の台本編集を担当したサイモン・ウィンストーンが編集した、スピンオフの New Adventure の小説 Tears of the Oracle で言及されていた。兄弟の名前、あるいは少なくとも彼が使った名前はアービング・ブラクシャテルだった。ドクターはジョン・スミスという偽名を使うが、これは The Wheel in Space（1968年）でジェイミー・マックリモンから与えられたものである。

## 放送
本作は当初2007年3月17日に放送される計画であったが、ITV1のシリーズ『ダンシング・オン・アイス』と時間が重複することに気付き、3月24日に変更された。さらにUEFA欧州選手権のイングランドとイスラエルの予選通過試合が3月24日で重複するため、そこから1週間引き延ばした3月31日に放送された。「スミスとジョーンズ」と「言葉の魔術師」は3月21日に報道機関にプレビューされ、放送までの数日間、新しいシリーズの誇大宣伝が行われた。特別に制作された第3シリーズの2本の予告編が本編放送2週間前にBBCで放送され、これらの予告編には第3シリーズのクリップ映像、特に「スミスとジョーンズ」のクリップ映像が使用された。
日本では、2011年12月17日に LaLa TV で初めて放送された。

## 評価
SFX のデイヴ・ブラッドリーは「スミスとジョーンズ」を5つ星のうち4つ星と評価し、本作を「爆発的なスタートだ」と称してマーサのキャラクターとジュドゥーンを称賛した。IGNのトラヴィス・フィケットは本作を10点満点中8.2とし、マーサを素晴らしく導入しただけでなく、面白い異星人の侵略のストーリーでシリーズが始まった、と確信した。The Stage の批評家スコット・マシューマンは、本エピソードの科学が綿密な精査に耐えられないとコメントし、マーサの家族については「シチュエーション・コメディの風刺画にしか見えない」として本エピソードの最も弱い部分だと感じた。ただし、彼はアジェマンと彼女のキャラクターを称賛した。Digital Spy のデック・ホーガンはさらに賛否両論の評価をしており、「魔法のほんの一部が無くなったように見える」と言い、フィネガンは「最初のエピソードに相応しいほど恐ろしいモンスターではない」とし、マーサには「複雑な家族関係が重荷になってローズ・タイラーやドナ・ノーブルほど良いキャラクターではなくなっている」とコメントした。

### ロケ地
1. ↑  School of Sciences (Hospital): 北緯51度35分38秒 西経3度19分18秒 / 北緯51.59389度 西経3.32167度
2. ↑  Singelton Hospital (Hospital): 北緯51度36分34秒 西経3度59分7秒 / 北緯51.60944度 西経3.98528度
3. ↑  Usk Valley Business Park (Hospital):北緯51度42分33秒 西経3度0分20秒 / 北緯51.70917度 西経3.00556度
4. ↑  Upper Boat Studios: 北緯51度34分32秒 西経3度18分2秒 / 北緯51.57556度 西経3.30056度